# Megachile vestis
Megachile vestis är en biart som beskrevs av Mitchell 1930. Megachile vestis ingår i släktet tapetserarbin, och familjen buksamlarbin. Inga underarter finns listade i Catalogue of Life.